# Црвене фигуре на црној позадини
Црвене фигуре на црној подлози је техника осликавања ваза у старој Грчкој око 500. п. н. е, који се касније проширио и у јужну Италију. Ова техника се заснива на бојењу позадине у црно, док фигуре остају необојене и после печења добијају црвенкасту боју. Сликар Андокидас је први почео да примењује ову технику, која је убрзо потиснула до тада примењивану технику црних фигура, јер је омогућила много већу слободу приказивања. Овај стил је остао доминантан до касног 4. в. п. н. е. и донео је неке од најзначајнијих примера сликарства старе Грчке.

## Техника
Израда ваза у стилу црвених фугура на црној подлози захтевала је блиску сарадњу између грнчара и сликара. Грнчар би обликовао вазу, и испоручио је сликару док је глина још влажна. Пошто је ваза добијала боју тек након печења, сликар је сликао по сећању и није могао да види како ће слика изгледати. Боје су се могле наносити само док је глина влажна, па је сликар морао брзо да ради. То је значило да су се наносиле хиљаде прецизних невидљивих линија за веома кратак временски период.
Упркос овим ограничењима, сликари су развили префињен и детаљан стил. Сликари раније епохе, који су користили стил црних фигура, били су приморани да стриктно раздвајају фигуре, јер су сви елементи били у истом плану и бојени у исту боју. Насупрот томе, црвене фигуре су могле бити слободно исцртаване и истицале су се на црној позадини као да су осветљене на сцени. Много природнији однос црвеног на црном и већи дијапазон боја које су се могле користити омогућио је сликарима да уносе анатомске детаље у већем обиму и много прецизније. Постигнут је натурализам какав раније није виђен.

## Сликари
- Ахилеј, сликар
- Андокидес, сликар
- Доурис
- Еуфронос
- Еутимид
- Клеофон, сликар
- Клеофард, сликар
- Олтос
- Финтија
- Полигнотос